# Achirus
Achirus is een geslacht van straalvinnige vissen uit de familie van amerikaanse tongen (Achiridae).

## Soorten
- Achirus achirus (Linnaeus, 1758) – Boki
- Achirus declivis Chabanaud, 1940
- Achirus klunzingeri (Steindachner, 1880)
- Achirus lineatus (Linnaeus, 1758)
- Achirus mazatlanus (Steindachner, 1869)
- Achirus mucuri Ramos, Ramos & Lopes, 2009
- Achirus novoae Cervigón, 1982
- Achirus scutum (Günther, 1862)
- Achirus zebrinus Clark, 1936